# D14-sterol reduktaza
D14-sterol reduktaza (EC 1.3.1.70, D14-sterolna reduktaza) je enzim sa sistematskim imenom 4,4-dimetil-5alfa-holesta-8,24-dien-3beta-ol:NADP+ Delta14-oksidoreduktaza. Ovaj enzim katalizuje sledeću hemijsku reakciju
4,4-dimetil-5alfa-holesta-8,24-dien-3beta-ol + + {\displaystyle \rightleftharpoons } 4,4-dimetil-5alfa-holesta-8,14,24-trien-3beta-ol + +
Ovaj enzim deluje na opseg steroida sa 14(15)-dvostrukom vezom.

## Literatura
- Nicholas C. Price; Lewis Stevens (1999). Fundamentals of Enzymology: The Cell and Molecular Biology of Catalytic Proteins (Third изд.). USA: Oxford University Press. ISBN 019850229X.
- Eric J. Toone (2006). Advances in Enzymology and Related Areas of Molecular Biology, Protein Evolution (Volume 75 изд.). Wiley-Interscience. ISBN 0471205036.
- Branden C; Tooze J. Introduction to Protein Structure. New York, NY: Garland Publishing. ISBN 0-8153-2305-0.
- Irwin H. Segel. Enzyme Kinetics: Behavior and Analysis of Rapid Equilibrium and Steady-State Enzyme Systems (Book 44 изд.). Wiley Classics Library. ISBN 0471303097.

## Spoljašnje veze
- Delta14-sterol+reductase на 